# Characodoma gilchristi
Characodoma gilchristi är en mossdjursart som beskrevs av Cook 1966. Characodoma gilchristi ingår i släktet Characodoma och familjen Cleidochasmatidae. Inga underarter finns listade i Catalogue of Life.